# Jalalabad (Abarkuh)
Jalalabad (em persa: جلال اباد, também romanizada como Jalālābād) é uma aldeia do distrito rural de Faragheh, no condado de Abarkuh, na província de Yazd, Irã.
Segundo o censo de 2006, sua população era de 42 habitantes, em 12 famílias.